# Nops
Genre
Nops est un genre d'araignées aranéomorphes de la famille des Caponiidae.

## Distribution
Les espèces de ce genre se rencontrent aux Antilles, en Amérique du Sud et en Amérique centrale.

## Description
Les espèces de Nops comptent deux yeux.

## Liste des espèces
Selon World Spider Catalog (version 25.5, 05/12/2024) :
- Nops agnarssoni Sánchez-Ruiz, Brescovit & Alayón, 2015
- Nops alexenriquei Sánchez-Ruiz & Brescovit, 2018
- Nops amazonas Sánchez-Ruiz & Brescovit, 2018
- Nops anisitsi Strand, 1909
- Nops bahia Sánchez-Ruiz & Brescovit, 2018
- Nops bellulus Chamberlin, 1916
- Nops blandus (Bryant, 1942)
- Nops branicki (Taczanowski, 1874)
- Nops campeche Sánchez-Ruiz & Brescovit, 2018
- Nops coccineus Simon, 1892
- Nops enae Sánchez-Ruiz, 2004
- Nops ernestoi Sánchez-Ruiz, 2005
- Nops farhati Prosen, 1949
- Nops finisfurvus Sánchez-Ruiz, Brescovit & Alayón, 2015
- Nops flutillus Chickering, 1967
- Nops gertschi Chickering, 1967
- Nops glaucus van Hasselt, 1887
- Nops guanabacoae MacLeay, 1839
- Nops hispaniola Sánchez-Ruiz, Brescovit & Alayón, 2015
- Nops ipojuca Sánchez-Ruiz & Brescovit, 2018
- Nops itapetinga Sánchez-Ruiz & Brescovit, 2018
- Nops jaragua Sánchez-Ruiz & Brescovit, 2018
- Nops largus Chickering, 1967
- Nops maculatus Simon, 1893
- Nops mamoris Chirivi-Joya, Rodríguez-Sandoval & Pardo-Staper, 2024
- Nops mathani Simon, 1893
- Nops meridionalis Keyserling, 1891
- Nops minas Sánchez-Ruiz & Brescovit, 2018
- Nops navassa Sánchez-Ruiz & Brescovit, 2018
- Nops nitidus Simon, 1907
- Nops pallidus Sánchez-Ruiz & Brescovit, 2018
- Nops pocone Sánchez-Ruiz & Brescovit, 2018
- Nops quito Dupérré, 2014
- Nops siboney Sánchez-Ruiz, 2004
- Nops sublaevis Simon, 1893
- Nops tico Sánchez-Ruiz & Brescovit, 2018
- Nops toballus Chickering, 1967
- Nops ursumus Chickering, 1967
- Nops variabilis Keyserling, 1877

Selon World Spider Catalog (version 23.5, 2023) :
- † Nops lobatus Wunderlich, 1988

## Systématique et taxinomie
Ce genre a été décrit par Macleay en 1839.

## Publication originale
- Macleay, 1839 : « On some new forms of Arachnida. » Annals and Magazine of Natural History, vol. 2, p. 1-14 (texte intégral).